# N/O/I/S/E
N / O / I / S / E (No One Is Safe From Evil; с англ. — «Никто не защищён от зла») — седьмой студийный альбом американского рэпера Ghostemane. Он был выпущен 10 октября 2018 года под лейблом Blackmage Records.
Альбом привнёс большие изменения в музыку Ghostemane, добавив индустриальную музыку в его творчество. Он был полностью записан и спродюсирован самим Ghostemane.

## Влияние
По данным Stereogum после выхода N / O / I / S / E многие хип-хоп-артисты стали чаще использовать жанр индастриал в своих проектах.

## Список композиций
Информация взята из Soundcloud.
Все песни спродюсированы и написаны Ghostemane.
| №                   | Название                           | Длительность |
| ------------------- | ---------------------------------- | ------------ |
| 1.                  | «Intro.Desolation»                 | 1:42         |
| 2.                  | «Nihil»                            | 2:27         |
| 3.                  | «Flesh»                            | 1:20         |
| 4.                  | «Bonesaw»                          | 1:52         |
| 5.                  | «Trench Coat»                      | 2:43         |
| 6.                  | «The Singularity»                  | 2:17         |
| 7.                  | «Ballgag»                          | 2:45         |
| 8.                  | «Androids Dream Of Electric Sheep» | 3:33         |
| 9.                  | «Inside»                           | 2:47         |
| 10.                 | «Gatteka»                          | 1:53         |
| 11.                 | «Black Blood»                      | 2:02         |
| 12.                 | «My Heart Of Glass»                | 4:02         |
| Общая длительность: | Общая длительность:                | 29:24        |